# Elecciones presidenciales de Turquía de 2018
Las elecciones presidenciales de Turquía se realizaron el 24 de junio de 2018 como parte de las elecciones generales de 2018, junto con las elecciones parlamentarias del mismo día. Tras la aprobación de los cambios constitucionales en un referéndum celebrado en 2017, el presidente electo será a la vez el jefe de Estado y el jefe de gobierno de Turquía, asumiendo el último cargo de la oficina del primer ministro que se suprimirá. La elección se programó originalmente para noviembre de 2019, aunque luego de las llamadas del líder del Partido de Acción Nacionalista, Devlet Bahçeli, para una elección anticipada, el presidente Recep Tayyip Erdoğan anunció el 18 de abril de 2018 que las elecciones se adelantarian y que él se presentaría a la reelección.
El presidente en funciones declaró su candidatura para la Alianza del Pueblo el 27 de abril de 2018. Además de Erdogan, Meral Akşener ha anunciado su candidatura para el Partido Bueno, mientras que Tuna Beklevic y Levent Gültekin también han declarado sus candidaturas.
Según fuentes de seguridad del Estado turco, los veedores internacionales de la Organización para la Seguridad y la Cooperación de Europa, para estos comicios, sólo estarían ahí para descalificar las elecciones al tacharlas de fraudulentas.

## Sistema electoral
El presidente de Turquía es elegido directamente a través del sistema de dos rondas, según el cual un candidato debe obtener al menos el 50 % + 1 del voto popular para poder ser elegido. Si ningún candidato obtiene una mayoría absoluta, se realiza una segunda vuelta entre los dos candidatos más votados de la primera ronda, cuyo ganador se declara elegido. La primera elección directa a la presidencia turca se celebró en 2014, después de que un referéndum en 2007 abolió el sistema anterior bajo el cual el jefe de Estado fue elegido por la legislatura, la Asamblea Nacional. El presidente de Turquía está sujeto a límites de mandato y puede cumplir como máximo dos mandatos consecutivos de cinco años.
Los posibles candidatos presidenciales deben tener al menos 40 años de edad y deben haber completado la educación superior. Cualquier partido político que haya ganado el 5 % de los votos en las elecciones parlamentarias anteriores puede presentar un candidato, aunque los partidos que no hayan cumplido este umbral pueden formar alianzas y candidatos conjuntos en el terreno siempre que su porcentaje total de votos exceda el 5 %. Los independientes pueden postularse si recolectan 100 000 firmas del electorado. Una estimación publicada en julio de 2017 predijo que la recopilación de 100 000 firmas para presentarse a las elecciones podría exceder los $ 15 millones ($ 4,2 millones) en costos, si cada firma individual requiere la certificación de un notario.
Según los resultados de las elecciones generales anteriores de noviembre de 2015, solo el Partido de la Justicia y el Desarrollo (AKP), el Partido Republicano del Pueblo (CHP), el Partido de Acción Nacionalista (MHP) y el Partido Democrático de los Pueblos (HDP) son elegibles para presentar candidatos para la elección presidencial. Los demás partidos combinados recibieron menos del 3 % de los votos y, por lo tanto, no pueden presentar un candidato conjunto o un candidato por derecho propio. Además de los resultados de las elecciones anteriores, los partidos que tienen un grupo parlamentario pueden nominar a un candidato. Por lo tanto, Partido Bueno también es elegible para nominar a su candidato.

## Resultados
|  | 52.59 % |

|  | 30.64 % |

|  | 8.40 % |

|  | 7.29 % |

|  | 0.89 % |

|  | 0.20 % |

|  | 97.94 % |

|  | 2.06 % |

|  | 86.24 % |

|  | 13.77 % |